# Famille de Cazotte
Pour les articles homonymes, voir de Cazotte.
La famille Cazotte jusqu'au début du XIXe siècle, puis de Cazotte, est une famille française d'ancienne bourgeoisie. Elle est connue à Dijon dès la seconde moitié du XVIe siècle,.
En sus de nombreux marchands, échevins et officiers de judicatures de Dijon, elle a donné Jacques Cazotte, l'auteur du Diable amoureux, un des romans les plus curieux du XVIIIe siècle.

## Histoire
D'après Georges de Morant contributeur de l'Annuaire de la noblesse de France (1914), cette famille aurait été « ennoblie, par suite des charges qu'elle a remplies, et confirmée, dans sa noblesse, en vertu des lettres patentes données à Paris, le 5 décembre 1814, par S. M. Louis XVIII, en faveur du sieur (de) Cazotte (Jacques-Scévole), appelé à servir dans les armées du roi, avec le grade de chef de bataillon, (lettres non mentionnées dans l'ouvrage du vicomte Albert Révérend Titres, anoblissements et pairies de la restauration 1814-1830).
Le même Annuaire de la noblesse de France de 1908 (sous la seule responsabilité d'Albert Révérend) indiquait à ce sujet : « Cette famille Cazotte, aujourd'hui de Cazotte, est d’ancienne bourgeoisie de Dijon ; d'après une publication moderne, elle aurait été anoblie le avril 1811, mais il n’existe aucune trace de cet anoblissement dans les archives du Sceau de France, et la date elle-même rend douteuse la possibilité d’une ordonnance royale, non suivie de lettres patentes. ».
Gustave Chaix d'Est-Ange, indique que cette famille appartenait dès la seconde moitié du XVIe siècle à la haute bourgeoisie de Dijon. Il indique que l'un de ses auteurs, Denis Cazotte, fut pourvu, le 25 juin 1713, de l'office de notaire et secrétaire du roi en la chancellerie près la Chambre des comptes de Dijon, office qui fut supprimé dès 1716, avant qu'il ait accompli le délai de vingt ans nécessaire pour acquérir la noblesse héréditaire.
La filiation de cette famille est connue depuis Jehan Cazotte, bourgeois de Dijon, qui figure parmi les notables de la ville convoqués par les vicomtes mayeurs et échevins à une assemblée en la Chambre de Dijon le 28 mars 1577 et qui eut trois fils :
- Jehan Cazotte, procureur du roi, élu échevin de la ville le 23 juin 1693, appelé noble-homme. (Archives municipales, B 236, fol. 1 V)[4].
- Pierre Cazotte, élu échevin pour la paroisse St-Jean, 1617[1].
- Jacques Cazotte, marchand tanneur, fondateur du rameau actuel[1].

## Personnalités notoires
- Jacques Cazotte (1719-1792)
- Marie-Laure de Cazotte (1959)
- Lisa de Cazotte (1961-2019)

## Liens de filiation entre les personnalités
- Jacques Cazotte, marchand tanneur à Dijon, marié à Claudine Bryois, sœur d'un Claude Bryois qui est devenu écuyer, et seigneur de Marcilly, dont[4] :
  - Nicole Cazotte (19 mars 1615 - ), mariée à Bernard de Requeleyne, écuyer.
  - Denis Cazotte, marié le 1er juin à Claudine de Clermont (branche de Clermont-Rouxel).
    - Antoinette Cazotte (16 mai 1644 - ), mariée à Philippe de Requeleyne, auditeur de la Chambre des Comptes, son cousin.
    - Jacques Cazotte (17 juin 1633 - ), marié le 15 septembre 1653 à Christine Raffet.
      - Denis Cazotte (12 juillet 1654 - ), secrétaire du roi à Dijon, provision du 25 juin 1713 (office supprimée en 1716), marié à Bernarde Thoreau.
        - Pierre Cazotte, conseiller du roi et avocat général au siège de la table de marbre de Dijon, provision du 3 mai 1725, marié à Catherine Roussignol le 29 janvier 1713.
          - Denis-Guillaume Cazotte (11 novembre 1713 - ), conseiller du roi et avocat général au siège de la table de marbre de Dijon, provision du 20 novembre 1747.

  - Claude-Pierre Cazotte (3 juillet 1670 - 17 octobre 1714 à Dijon), procureur au Parlement. Le 21 novembre 1690 à Dijon, il épouse Guillemette Thoreau.
    - Claude Pierre Cazotte , procureur près la Chambre des Comptes, provision du 10 avril 1727. Il "épouse Anne-Françoise Gérard.
      - Claude-Joseph Cazotte de la Chassagne (29 juillet 1728 - 11 juin 1792), chevalier de Saint-Louis le 21 juillet 1773, major d'artillerie le 5 avril 1780, membre de l'Académie des Sciences et Bettes-Lettres de Dijon le 9 juin 1787, colonel du 2e bataillon des volontaires de la Côte-d'Or, tué héroïquement, au combat de la Grisuele, et dont un monument élevé à Maubeuge perpétue la mémoire.

  - Bernard Cazotte (20 mai 1678 - ), conseiller du roi, notaire à Dijon et commis-greffier des états de Bourgogne[5], marié le 30 juin 1701 à Marie Taupin dont :
    - Chrétien Cazotte '9 mai 1704 - ), grand vicaire de Châlons-sur-Marne.
    - Bernard-Benoit Cazotte (4 mai 1710 - ), marié le 29 mai 1740 à Catherine Jacquinot de Chazan.
      - Bernard Cazotte (21 février 1744 - ), capitaine de vaisseau, chevalier de Saint-Louis, sans postérité.

    - Jacques Cazotte (1719-1792), conseiller du roi en ses conseils, commissaire général de la marine (1760), membre de l'Académie des Sciences et Belles-Lettres de Dijon, garde-meuble de la Grande-Ecurie. Il épouse Élisabeth Roignan.
      - Jacques Scévole Cazotte (il signe de ce nom)[6],[7] (appelé parfois "de Cazotte") (31 janvier 1764 à à Pierry (Marne) - ), auteur du rameau aîné, page du roi Louis XVI[8][réf. à confirmer], lieutenant de vaisseau en 1779, lieutenant des gardes de Frédéric II landgrave de Hesse (1785), commandant de la garde nationale du village de Pierry, lieutenant de la Garde constitutionnelle du Roi Louis XVI (1791), émigré, fit la campagne des princes aux régiments Loyal-Emigrant et de Rotalier, capitaine le 30 novembre 1791, chef de bataillon le 5 décembre 1814, trésorier des gardes de la prévôté de l'Hôtel du roi[9], bibliothécaire de la ville de Versailles, il rédigera ses mémoires en 1839 sous le titre "Témoignage d'un royaliste", décédé en 1853, chevalier de Saint-Louis le 27 novembre 1814, marié à Ursule Amiel.
        - Paul-Jacques Cazotte ( - 15 juillet 1832), élève de l'École royale des Mines.
        - Claire-Marie-Victoire Cazotte (16 mai 180(?) à Versailles - 21 octobre 1885 à Paris). Elle épouse Auguste Hannotin, chef d'escadron aux gardes du corps, chevalier de la Légion d'honneur, sans postérité.
        - Laure-Charlotte-Thaïs (19 août 1807 à Versailles - 22 mai 1888 à Paris), mariée le 29 juin 1837 à Alexandre-François, marquis de Forget, capitaine de frégate, officier de la Légion d'honneur.
          - Claude Olivier Cazotte (1838- ), marquis de Forget, chambellan de l'empereur Napoléon III, marié en 1875 à Marguerite de Beurges.

        - Blanche-Anne-Sophie Cazotte (16 février 1817 à Versailles - 8 avril 1899), mariée le 29 juillet 1855 à Théodore Vautor des Rozeaux, sans postérité.
        - Charles Ferdinand Cazotte[10], né à Versailles le 20 février 1820, décédé à San Francisco le 13 février 1869, consul général de France, officier de la Légion d'honneur, chevalier des Saints-Maurice-et-Lazare de Sardaigne, chevalier de la Rose du Brésil, etc., marié à Lima (Pérou) à Flora Saenz de Tejada y Guzman de la Cadena.
          - Jacques-Charles-Alexandre de Cazotte (9 novembre 1853 - ), ministre plénipotentiaire de 1re classe, officier de la Légion d'honneur, grand-officier de Saint-Stanislas, etc.
          - Jean-Charles-Ferdinand de Cazotte (13 décembre 1854 - ), chef de bureau au ministère de la guerre, chevalier de la Légion d'honneur, marié le 10 mars 1888 à Eva-Maud Duff, dont Paul-Charles-Ferdinand de Cazotte(19 décembre 1888 - 13 août 1906.
          - Élisabeth-Maria del Carmen-Flora-Henriette de Cazotte (17 décembre 1855 - ).
          - Blanche de Cazotte (10 septembre 1860 - ), mariée à Henry des Portes de la Fosse, ministre plénipotentiaire, officier de la Légion d'honneur, grand-croix du Nicham-El-Dem, etc.
            - Guillemette des Portes de la Fosse, mariée le 20 juillet 1909 à Tunis, à Henry, vicomte de Ronseray.

          - Charles-Gaspard-Marie-Salvador de Cazotte (6 janvier 1862 - ), consul de France, chevalier de la Légion d'honneur, marié le 11 juin 1902 à Mary O'Connor, dont :
            - Michel-Marie-Charles de Cazotte (3 octobre 1903, banquier, marié à Martha Fairall.
            - Jacques de Cazotte '16 novembre 1926 à Pau - 29 avril 2014), marié le 11 octobre 1950 à Paris, avec Mireille Lefebvre de Laboulaye.
              - Henry de Cazotte, épouse Claire Galouzeau de Villepin.
              - Emmanuel de Cazotte, ingénieur diplômé de l'Institut supérieur d'électronique de Paris (promotion 1977)[11]. Il épouse Marie-Laure Nivelleau de la Brunière, écrivaine et directrice de sociétés sous le nom de Marie-Laure de Cazotte.
              - Elisabeth de Cazotte (26 avril 1955 à Long Island (New York), photographe. Elle épouse Arnaud Michel.
                - Agathe de Cazotte épouse Nicolas de Guillebon.
                - Ignace Michel de Cazotte épouse Agathe de Chazal.
                - Elvire de Cazotte épouse Stanislas de Sparre.
                - Ursule-Anne Michel-de Cazotte.

              - Antoine de Cazotte (27 juin 1956 à Paris), producteur de film ayant notamment travaillé sur les films : The Artist, Maniac, Stars 80 et le documentaire Océans. Il a été marié à la productrice américaine Lisa de Cazotte (née Liza S. Hesse) morte en 2019[12].

      - Henri Cazotte (12 avril 1765 à Pierre (Marne) - 1810 à la Martinique)[13], auteur du rameau cadet, officier au régiment de Poitou, émigré, fit la campagne des princes comme lieutenant au corps de Witgenstein, puis au 9e régiment de S. M. Britannique, capitaine d'infanterie. Le 4 août 1801  à la Martinique, il épouse Marie-Sophie-Anonyme de Lafond, sa cousine, née à la Martinique.
      - Henry-Nicolas-Scévole Cazotte (19 mai 1802 à La Martinique - 2 août 1878 à Santiago (Chili)[14], consul général et chargé d'affaires de France nommé par lettres-patentes données au Palais de Saint-Cloud le 6 décembre 1842 par le roi Louis-Philippe, son plénipotentiaire, à l'effet de négocier, conclure et signer avec les plénipotentiaires du Chili le traité de navigation et de commerce entre les deux pays, traité signé le 15 septembre 1846, commandeur de la Légion d'honneur, se maria le 23 avril 1840 à Maria del Carmen Alcalde, fille de Juan Agustin Alcalde dernier comte de Quinta-Alegre, conseiller d'État et sénateur à vie, et de Carmen F. de Velasco.

Non rattaché : Jehan Cazotte (20 décembre 1611 - 1657), avocat, conseiller à la Table de marbre du Palais à Dijon le 1er octobre 1638, élu échevin de la ville en 1634, poète français

## Armes

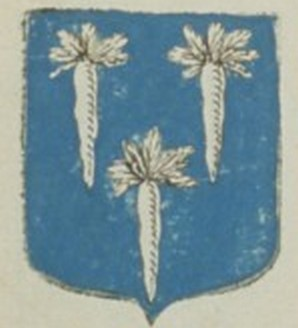
Armes enregistrées en 1703 à l'Armorial général

- Si depuis le début du XXe siècle, les représentants actuels de la famille de Cazotte portent d'azur à une fasce d'or accompagnée en chef d'une étoile d'argent et en pointe de trois roses au naturel 2 et 1[1], on retrouve enregistré en 1703 à l'Armorial général le blason suivant: d'azur, à trois racines de carotte d'argent, 2 et 1, feuillées de sinople[15]
- Timbre : une couronne de comte (titre de courtoisie)
- Supports : deux lions.

## Alliances
Les principales alliances de la famille de Cazotte sont,,: Dymanche, Bryois, de Requeleyne, de Clermont, Raffet (1653), Thoreau, Roussignol (1713), Gérard, Taupin (1701), Jacquinot de Chazan (1740), Roignan (1761), Robinet de Plas (1800), Amiel (1800), de Forget (1837), Desportes (ou des Portes) de la Fosse (1885), O'connor (1902), de Lafond (1801), Alcalde de Quinta-Alégre (1840) d'André (1876), Vautor des Rozeaux (1855), Saenz de Tejada y Guzman de la Cadena, Duff (1888), Piscatory de Vaufreland (1905), Galouzeau de Villepin, Lefebvre de Laboulaye (1950), Nivelleau de La Brunière, de Guillebon (2015), de Sparre (2020), de Chazal (2021)...

## Pour approfondir